# هازل کیچ
هازل کیچ (متولد ۲۸ فوریه ۱۹۸۷) یک مدل بریتانیایی ـ موریتانیایی است که در برنامه‌های تلویزیونی و فیلم‌هایی ظاهر شده است. او همچنین در بیلا و بادیگارد (محافظ) و نیز در تبلیغات سوزوکی ظاهر شده است او در تعدادی از موارد مونتاژ مجدد موسیقی فرانکفین، «کاهن په نیگاهن»، رقصید. او در برنامهٔ تلویزیونی واقعیت رئیس بزرگ ۷ در سال ۲۰۱۳ پاهر شد.
از فیلم های معروف او می توان به بازی در بادیگارد و بحران آیین اشاره کرد.

## اوایل زندگی
Keech در اسکس انگلستان از یک پدر بریتانیایی و یک مادر موریتانیایی متولد شد. مادر او یک هندوی موریتانیایی از اصل و نسب بیهاری بود. او تحصیلات خود را در دبیرستان بیل در ردبریج لندن انجام داد که در آنجا او بر روی سن اجراهایی را به نمایش گذاشت و اشکال مختلفی از رقص شامل: رقص بریتانیایی سنتی هندی و معاصر غربی معاصر را یادگرفت.